# Cornelia Tăutu
Cornelia Tăutu (n. 10 martie 1938, Odorheiu Secuiesc, Harghita, România – d. 24 martie 2019) a fost o compozitoare română, cunoscută în special ca autoare de muzică de film.

## Biografie
A urmat studii de muzică la Conservatorul din București (1960-1965), avându-i printre profesori pe Mihail Jora (compoziție), Aurel Stroe (orchestrație) și Emilia Comișel (folclor). După absolvirea facultății, a lucrat pe post de cercetător științific la Institutul de Etnografie și Folclor „Constantin Brăiloiu” din București (1965-1975) și apoi de redactor la Editura Muzicală din București. A urmat apoi studii postuniversitare la Long Island University din New York (1971-1972).
Compozitoarea Cornelia Tăutu a obținut două premii pentru muzică de film ale Asociației Cineaștilor din România (ACIN): pentru filmul Zidul (1975) și pentru filmul Moromeții (1987) . De asemenea, a fost distinsă și cu Premiul Academiei Române (1990).

## Piese muzicale
Cornelia Tăutu a scris mai multe piese muzicale simfonice, de cameră și corală.
- Muzică simfonică: Concertino (1965); Contrapunct (1968); Invențiuni pentru pian și orchestră (1969); Segmente (1970); Zaruri (1971); Mișcare simfonică (1975); Palingenesia – Poem pentru 1907 (1977, rev. 1986); Stampe (1984); Sinfonietta (1986); Simfonia I (1987); Concert pentru pian și orchestră (1989).
- Muzică de cameră: Trio pentru flaut, harpă și pian (1965); Concert pentru 12 instrumente (1966); Cvartet de coarde (1971); Zig-zag (1971); Invenții pentru pian (1971); Colaj (1972); Sonata nr. 1 pentru pian (1973); Ecouri de colind (1982); Sonata nr. 2 pentru pian (1983); Omagiu pentru pace (1986); Opt piese pentru pian (1988);  De doi (1994).
- Muzică corală: Divertisment folcloric (1976); Sub soarele cu raze tricolore (1981); Poveste antirăzboinică (1982); Triptych (1991).

Muzica ei a fost înregistrată pe CD-uri:
- Romanian Women Composers 2, Musica Nova and The Romanian Radio Broadcasting Corporation, 2006
- MARIN CONSTANTIN, Electrecord
- Romania Today (30 iunie 1998) de Dinescu, Dediu, Stroe, Brumariu, et al., Pro Viva (Ger), ASIN: B000007TAJ

## Muzică de teatru
- Premiera (1970)
- Prometeu încătușat (1972)
- Aici este soarele meu (1972)
- Hangița (1973)
- Inimă rece (1973)
- Frumoasa fără corp (1974)
- Medeea (1974)
- A treia țeapă (1978)
- Scurt circuit la creier (1981)
- Uite-l, nu e! (1986)
- Un anotimp fără nume (1987)

## Muzică de film
Cornelia Tăutu a compus muzica mai multor filme și anume:
- Stejar – extremă urgență (1974)
- Zidul (1975)
- Patima (1975)[9]
- Buzduganul cu trei peceți (1977)
- Acțiunea „Autobuzul” (1978)
- Din nou împreună (1978)
- Ciocolată cu alune (1979)
- Vacanță tragică (1979)
- Rug și flacără (1980)
- Dumbrava minunată (1980)[10]
- Ancheta (1980)
- Fiul munților (1981)
- Rămîn cu tine (1981)
- Destine romantice (1982)
- Femeia din Ursa Mare (1982)
- Căruța cu mere (1983)
- Imposibila iubire (1984)
- Coasa (1984)
- Trenul de aur (1986)[11]
- Moromeții (1987)
- Cetatea ascunsă (1987)
- Enigma (1988)
- Cinci minute înainte de miezul nopții (1989)
- Enigmele se explică în zori (1989)
- Drumeț în calea lupilor (1990)
- Rămînerea (1991)
- Drumul câinilor (1992)